# Tan Weiwei
Pour les articles homonymes, voir Weiwei.
Tan Weiwei (chinois simplifié : 谭维维 ; chinois traditionnel : 譚維維 ; pinyin : Tán Wéiwéi) ou Sitar Tan en anglais, née le 8 octobre 1982 à Zigong, dans la province du Sichuan, est  une chanteuse chinoise.
Elle a été finaliste de la troisième saison (2006) de Super Girl (en Chinois: 超级女声), un concours de chant en Chine. En 2015, elle participe à I'm a singer (saison 3)[réf. nécessaire].

## Biographie
Tan Weiwei est née dans le xian de Fushun, ville-préfecture de Zigong, de la province du Sichuan, le 8 octobre 1981. Elle a passé son enfance à Zigong avec ses parents. 
À l'adolescence, elle s'intéresse à la musique pop. En 1997, elle remporte la première place à la fête d'art des étudiants, dans ses écoles primaires et secondaires. À la fin de 1998, elle commence à se produire dans les bars. 
Quand elle a 19 ans, elle entre au conservatoire de musique de Sichuan, où de nombreux grands noms de Mandopop ont été formés. Bien que ses notes n'étaient pas élevées, elle a réussi à améliorer sa technique vocale grâce à Lanka Dolma[réf. nécessaire], une professeur de chant chinoise de la minorité Tibétaine. Grâce à Lanka Dolma, elle a appris de nombreuses techniques vocales qu'elle utilise dans ses enregistrements. La même année, elle est honorée comme l'une des dix meilleures chanteuses de la province du Sichuan.

### Carrière musicale
En 2000, elle gagne la première place dans un concours de jeune chanteur. En 2001, elle participe au Festival international de musique de Tokyo. En 2002, elle donne son propre concert à Chengdu, capitale du Sichuan.
Elle sort en 2004 son premier album studio The heart of the highland. Sous le label StarWin Records, cet album présente de nombreuses versions de chansons ethniques traditionnelles. Elle remporte le World Music Award of France. Tan participe à un concours national de chant et fait également ses premiers pas dans l'industrie du cinéma.
En 2005, elle participe au concert du Nouvel An chinois au Musikverein. Elle participe à la série télévisée Heartbeat.
En 2006, Tan Weiwei participe à la troisième saison de Super Girl, après de nombreux castings à Chengdu. Elle se fait remarquer par sa voix forte et son charisme, et grâce à ceux-ci, elle remporte la deuxième place dans le concours. Après ce succès, elle signe chez EE-Media, un label où la plupart des concurrents de Super Girl publient leurs œuvres. Elle publie son premier single If I Haven’t Fell Into Love publié après la compétition [réf. nécessaire].
En 2007, elle enregistre son deuxième album Ear of the world[réf. nécessaire], qui est généralement considéré comme son véritable premier album. Cet album est un succès et lui permet de poursuivre sa carrière musicale. Le 27 avril, 2008, elle donne un concert à Pékin. Le 25 septembre 2008, un concert à Lhassa.
En 2009, Tan sort son troisième album Legend sous le label FMG. Avec cet album, Tan commence à gagner ses premiers prix. Elle est primée du Taiwan Golden Horse pour la chanson Legend dans la catégorie de la meilleure chanson originale [réf. nécessaire]. C'est une étape importante dans sa carrière car c'était la première fois qu'un chanteur chinois (continental) remporte ce prix. Depuis, elle est reconnue comme chanteuse à la fois à Taïwan et en Chine continentale.
La chanteuse revient à EE-Media en 2010 son ancienne maison de disque et sort son quatrième album Tan Moumou[réf. nécessaire]. Après la sortie de cet album, elle obtient le Chinese Music Media Awards[réf. nécessaire], dans la catégorie meilleure chanteuse de mandopop. Le 2 septembre, elle est embauchée par le Conservatoire de musique de Sichuan en tant que professeur associé.
En 2013, Tan Weiwei, sort son sixième album Tortoise called Achilles[réf. nécessaire], dans lequel elle commence à combiner son ordinaire mandopop avec des éléments ethniques, avec beaucoup plus de style alternative, d'expérimenter avec de nouveaux styles tels que le rock et la musique électronique.
En 2015, elle prend part au programme I'm Singer et signe un contrat avec la Beijing label TH de Divertissement.
En 2020, son album 3811 (qui contient le hit Xiao Juan) raconte la vie de Chinoises et traite de sujets comme les violences conjugales, la misogynie et la culpabilisation des victimes. Le hit Xiao Juan est considéré comme une chanson féministe, une originalité dans le paysage musical chinois.